# Liste der Monuments historiques in Noyers (Haute-Marne)
Die Liste der Monuments historiques in Noyers führt die Monuments historiques in der französischen Gemeinde Noyers auf.

## Liste der Objekte
| Bezeichnung           | Beschreibung       | Standort                        | Kennzeichnung | Schutzstatus | Datum | Bild |
| --------------------- | ------------------ | ------------------------------- | ------------- | ------------ | ----- | ---- |
| Zwölf-Apostel-Retabel | Kalkstein, um 1500 | in der Kirche St-Hilaire (Lage) | PM52000953    | Classé       | 1976  |      |